# Omar Ferwana
Omar Ferwana (en árabe: عمر فروانة‎) (Gaza, 7 de febrero de 1956-Franja de Gaza, 15 de octubre de 2023) fue un médico ginecólogo e investigador palestino. Trabajaba como decano y profesor de la Facultad de Medicina en la Universidad Islámica de Gaza.

## Biografía
Ferwana nació en Sabra, uno de los suburbios de la ciudad de Gaza, el 7 de febrero de 1956. Estudió en la Facultad de Medicina de la Universidad de El Cairo, donde se licenció en Medicina y Cirugía en 1982, y posteriormente se especializó en obstetricia y ginecología. Obtuvo el doctorado en Fisiología por la Universidad de Leeds. Fue miembro de la junta directiva de la Sociedad de Amigos del Paciente-Gaza.
El 17 de diciembre de 1992, fue expulsado por Israel junto con otros 414 dirigentes de Hamás y la Yihad Islámica a Marj al-Zohour, en el sur de Líbano, más allá de la zona de seguridad israelí. Ferwana estaba allí a cargo del comité médico y dirigía la clínica.
Su padre es el poeta palestino Saleh Omar Ferwana (1936-2013). Publicó un diván titulado Mufradāt Filasṭīnīyah (árabe: مفردات فلسطينية) en 2004, y una segunda parte en 2011.
El 15 de octubre de 2023, él, su mujer, sus hijos y sus nietos murieron durante un ataque aéreo lanzado por la Fuerza Aérea Israelí contra su casa, situada en Tel al-Hawa, al suroeste de la ciudad de Gaza, durante la respuesta israelí a la Operación Inundación de Al-Aqsa.